# Ignacy Dec

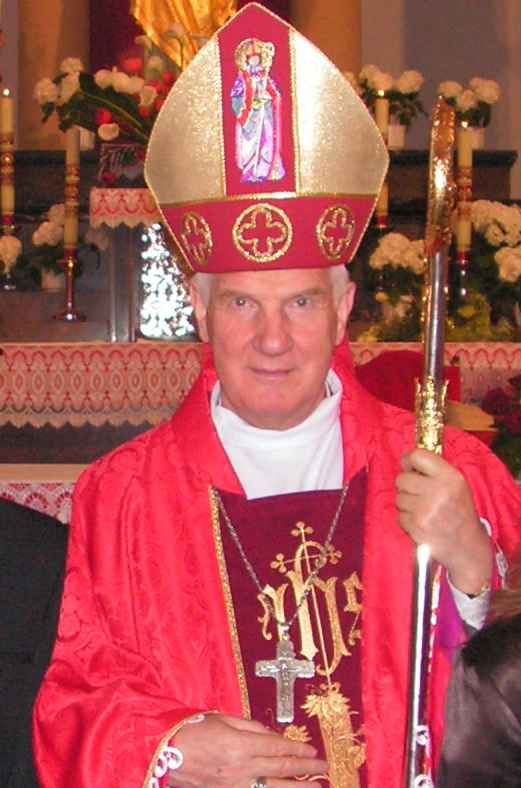
Ignacy Dec (2006)

Ignacy Dec (* 27. Juli 1944 in Hucisko, Woiwodschaft Karpatenvorland, Polen) ist ein polnischer Geistlicher und emeritierter römisch-katholischer Bischof von Świdnica.

## Leben
Der Weihbischof in Breslau, Bolesław Kominek, spendete ihm am 21. Juni 1969 die Priesterweihe.
Papst Johannes Paul II. ernannte ihn am 24. Februar 2004 zum Bischof von Świdnica. Die Bischofsweihe spendete ihm der Erzbischof von Breslau, Henryk Roman Kardinal Gulbinowicz, am 25. März desselben Jahres; Mitkonsekratoren waren Tadeusz Rybak, Bischof von Legnica, und Józef Pazdur, emeritierter Weihbischof in Breslau. Sein Wahlspruch lautete Misericordia et Veritas.
Papst Franziskus nahm am 31. März 2020 seinen altersbedingten Rücktritt an.

## Kontroverse
Dec wurde 2020 vorgeworfen, zwei Priester seiner Diözese, die pädophiler Straftaten beschuldigt wurden, an andere Pfarreien versetzt zu haben, anstatt die Staatsanwaltschaft zu informieren.
Im September 2020 wurde bekannt, dass die polnische Literaturnobelpreisträgerin Olga Tokarczuk die ihr angetragene  Ehrenbürgerschaft von Niederschlesien abgelehnt hat, da sie nicht gleichzeitig mit dem von Mitgliedern der Regierungspartei Recht und Gerechtigkeit ebenfalls für die Auszeichnung vorgeschlagenen Dec ausgezeichnet werden wolle, der „die LGBT-Bewegung als Gefahr für die katholische Kirche und Polen beschrieben“ hat. Gegen die Auszeichnung Decs haben mehrere tausend Personen eine Petition unterzeichnet.